# Chlamydia trachomatis
A Chlamydia trachomatis (klamidia trachomatisz) egy intracelluláris folyadékban élő, gram-negatív baktérium a Chlamydia nemzetségből, amely energiaparazitaként táplálkozik a sejt ATP-jével. 0,5 µm-es méretével az egyik legkisebb baktérium.

## Szerotípusok
Trópusi környezetben a A, B és C szerotípusa trachoma, szemfertőzés és a vakság gyakori oka.
A D és K szerotípusok viszont akut kötőhártya-gyulladást (ún. uszodai kötőhártya-gyulladás, mivel fürdővízen keresztül is átvihető), urethritist (a húgycső nyálkahártyájának gyulladása), az epididymis gyulladását, proctitist (a végbél gyulladása), salpingitist (a petevezeték gyulladása) és cervicitist (a méhnyak gyulladása) okozhatnak.
Vannak olyan L1, L2 és L3 szerotípusok is, amelyek lymphogranuloma venereumot okozhatnak.

## Chlamydia az urogenitális rendszerben
A Chlamydia trachomatis nemi úton terjedő betegséget is okozhat az urogenitális traktusban, amelynek kétharmadát a nőknél továbbra sem észlelik, mert tünetmentes, időnként férfiaknál egyértelműen váladékozással húgycsőgyulladást okoz, ám egyébként tünetmentes. A chlamydialis fertőzések könnyen kezelhetők antibiotikumokkal. Az időben kezelt fertőzés általában nem jár következményekkel. A kezeletlen fertőzések azonban meddőséghez vezethetnek. Becslések szerint manapság Németországban több mint 100 000 nő terméketlen a kezeletlen chlamydiafertőzések miatt, mivel a kórokozók, ha a fertőzést nem kezelik, évekig fennmaradnak a petevezetékekben és a belső női nemi szervek krónikus fertőzését okozhatják.

## Az arterioszklerózissal valószínű összefüggése
A chlamydiát arterioszklerotikus plakkok szövetmintáiban is felfedezték. Vitatott, hogy a Chlamydia pneumoniae arterioszklerózist okoz-e, felgyorsítja-e a betegség lefolyását, vagy csak kísérő jelenség. A szekunder profilaxis céljából végzett további antibiotikumkezelés nem feltétlenül javallt.

## Terápia
A chlamydiafertőzések könnyen kezelhetők tetraciklinekkel, például doxiciklinnel, de eritromicinnel és más makrolid antibiotikumokkal is. A kinolon antibiotikumok (levofloxacin, ciprofloxacin és a továbbfejlesztett moxifloxacin) szintén sikeresen alkalmazhatók. A grepafloxacin és a sparfloxacin, amelyek már nincsenek forgalomban Németországban, olyan kinolonok, amelyeket kibővítettek a klamidiumokkal is. A kezelés időtartama általában hét nap. Lehetőség van az úgynevezett „egyszeri dózisú” kezelésre az azitromicinnel is. A választott sorrend: tetraciklinek, makrolidok, majd esetleg a kinolonok. A terápia csak akkor lehet sikeres hosszú távon, ha az összes szexuális partnert is kezelik. Sok esetben kettős fertőzésként előfordul a kankóval együtt is, amelyet az említett antibiotikumokkal is lehet kezelni.

## Bejelentési kötelezettség
Svájcban be kell jelenteni a pozitív laboratóriumi analitikai eredményeket, a járványügyi törvény (EpG) után a járványügyi rendelet és az  EDI rendeletnek az emberi fertőző betegségek megfigyeléséről szóló rendelet alapján.